# 劉梓妍
劉梓妍（1983年3月27日—），中國新生代女演員、模特兒，畢業於中央戲劇學院。因在熱播劇《陽光天使》、《巾幗大將軍》中的演出而被觀眾熟知。

## 作品

### 電視劇
- 2005年 《詠春》飾 易小曼（小饅頭）
- 2007年 《黃河那道彎》飾 李曉蘭
- 2007年 《可憐天下父母心》飾 方雯
- 2008年 《男兒本色》飾 陳華青
- 2009年 《陽光天使》飾 殷安琪
- 2012年 《身邊的幸福》飾 葉冰
- 2013年 《巾幗大將軍》飾 華玉荷
- 2014年 《陶之戀》飾 林婷月 / 陸曉彤

### 電影
- 2007年 《雙龍記》飾 小饅頭
- 2007年 《男兒本色》飾 何家怡
- 2009年 《風雲2》 飾 公主
- 2015年 《巴黎假期》

## 音樂
- 2005年 《愛上了》（《詠春》片尾曲）